# جيرهارد زيمر
جيرهارد زيمر (بالألمانية: Gerhard Zimmer)‏ هو باحث في تاريخ العصور الكلاسيكية ألماني، ولد في 23 مايو 1949 في ديلينغن أن در دوناو في ألمانيا.

## وصلات خارجية
- الموقع الرسمي